# Gagret
Gagret is een nagar panchayat (plaats) in het district Una van de Indiase staat Himachal Pradesh. 

## Demografie
Volgens de Indiase volkstelling van 2001 wonen er 3.180 mensen in Gagret, waarvan 53% mannelijk en 47% vrouwelijk is. De plaats heeft een alfabetiseringsgraad van 81%. 